# Плямисто-рудий кіт
Плямисто-рудий кіт (Prionailurus rubiginosus) — вид азійського кота (лат. Prionailurus), який належить до підродини малих кішок (лат. Felinae). Є близьким родичем бенгальського кота. Вид історично поширений на території Індії та Шрі-Ланки; останнім часом почав зустрічатися у західних терайях Непалу. Станом на 2016 рік глобальна популяція диких представників зазначена у Червоному списку Міжнародного союзу охорони природи як близька до загрозливого через ареальну роздробленість та враження від втрати та руйнування головного середовища проживання, листяних лісів.
На Шрі-Ланці кіт відомий під назвами «кола дівія» та «балал дівія».

## Зовнішність
Плямисто-рудий кіт є найменшим диким котом Азії та є конкурентом чорноногого кота для звання найменшого дикого кота світу. Довжина тіла плямисто-рудого кота становить 35-48 см із довжиною хвоста у 15-30 см. Важить 0,9-1,6 кг.
Його зовнішність дуже схожа на зовнішність бенгальського кота, але плями менш чіткі і справляють враження розпливчастості. У кота коротка м'яка шерсть, струнке тіло з відносно короткими лапами, хвіст короткий і пухнастий, округла голова, великі очі і невеликі вуха. Забарвлення сірого кольору з ледь помітними іржавими плямами на спині та боках. Хутро на животі біле із великими темними смугами. Хвіст є найтемнішою частиною тіла, а плями на ньому є найменш видимими. На кожному боці голови є по шість темних смуг, які тягнуться до щік та чола.

## Розповсюдження та підвиди
Ареал розповсюдження плямисто-рудого кота доволі обмежений. Мешкає в основному у вологих та сухих листяних лісах, а також у чагарниках та на полях. Не проживає у вічнозелених лісах. Віддає перевагу щільній рослинності та кам'янистим територіям.
Існують дві окремі популяції двох підвидів плямисто-рудого кота: Prionailurus rubiginosus rubiginosus та Prionailurus rubiginosus phillipsi. Підвид P. r. rubiginosus мешкає на півдні Індії. Підвид P. r. phillipsi проживає острові Шрі-Ланка.
Традиційно вважалося, що ареал проживання плямисто-рудого кота в Індії обмежувався південними територіями, але обліки показали, що вид розповсюджений по всі країні. Кота бачили на сході штату Гуджарат, у Заповіднику живої природи і національному парку Гір, у Заповіднику тигрів Тадоба-Андхарі в штаті Махараштра, у горах Східні Гати. Камери уловлювання виявили його присутність у Заповіднику тигрів Філібхіт у штаті Уттар-Прадеш та у Заповіднику живої природи Надзіра в штаті Махараштра. Через високу кількість гризунів на сільськогосподарських територіях, існує популяція із високим рівнем розмноження на заході штату Махараштра.
В березні 2012 плямисто-рудого кота було вперше сфотографовано камерами уловлювання в Національному парку Бардія (Непал), а в березні 2016 — у Заповіднику живої природи Суклапханта (Непал). В грудні 2014 та у квітні 2015 кота було сфотографовано камерами уловлювання в Національному парку Калесар в штаті Хар'яна.
Із Шрі-Ланки існує декілька записів з гірських та рівнинних тропічних лісів. Існує дві різні популяції, одна з якої населяє суху зону, а інша — вологу зону. Згідно з поширеною теорією, пристосуватися до нових територій на Індійському субконтиненті плямисто-рудого кота змусила конкуренція з боку бенгальського кота, якого немає на Цейлоні.

## Поведінка
Про екологію та поведінку плямисто-рудого кота у неволі відомо дуже мало. Особини, які проживають у неволі, ведуть нічний спосіб життя, але короткочасно активні й протягом дня. Більшість котів у дикій природі також було помічено після заходу сонця. Деяких особин бачили на деревах та у печерах.
Живуть поодинці. Територія однієї особини може досягати 15 км². Досить часто селиться поблизу людських поселень, щоб полювати на свійську птицю. Піддається одомашенню.

## Харчування
Загалом коти харчуються гризунами та птахами, але також полюють на ящірок, жаб та комах. Полюють переважно на землі, роблячи швидкі кидки, щоб зловити свою здобич. Можливо, ховаються на деревах, аби втекти від великих хижаків. Самиці та самці, які живуть у неволі, мітять свою територію, розпорошуючи сечу.

## Розмноження
Еструс триває п'ять днів, процес спарювання переважно короткочасний. Вважається, що це є результатом адаптації до уникнення більших хижаків у цей період, оскільки самиці знаходяться в уразливому стані під час тічки. Самиці готують лігво в затишному місці і народжують від одного до двох кошенят через 65-70 днів. При народженні кошенята важать 60-77 г і мають ряди чорних плям. Через 68 тижнів кошенята досягають статевого дозрівання, а також набувають хутрового забарвлення дорослих особин із іржавими плямами.
У неволі плямисто-руді коти живуть до 12 років, але тривалість їхнього життя у дикій природі невідома.

## Загрози
Втрата територій для проживання та поширення сільськогосподарських угідь є серйозною проблемою для живої природи як в Індії, так і на Шрі-Ланці. Проте існує декілька записів про проживання плямисто-рудого кота на культивованих та осілих територіях, хоча невідомо, в якій мірі популяції котів можуть зберігатися в таких областях.
Періодично з'являються доповіді про продажі на ринках шкур плямисто-рудого кота. В деяких областях на котів полюють задля їжі чи знищують їх в результаті захистку своєї домашньої худоби.

## Зберігання
Індійська популяція входить до Додатку I СІТЕС; популяція на Шрі-Ланці входить до Додатку II СІТЕС. Полювання та торгівля цим видом повністю заборонені по всій Індії та Шрі-Ланці.
Станом на 2010 рік популяція, яка перебуває в неволі, становить 56 особин у 8 установах. 11 з цих особин перебувають у Національному зоологічному саді Шрі-Ланки, 45 особин перебувають в 7 європейських зоопарках.

## Галерея

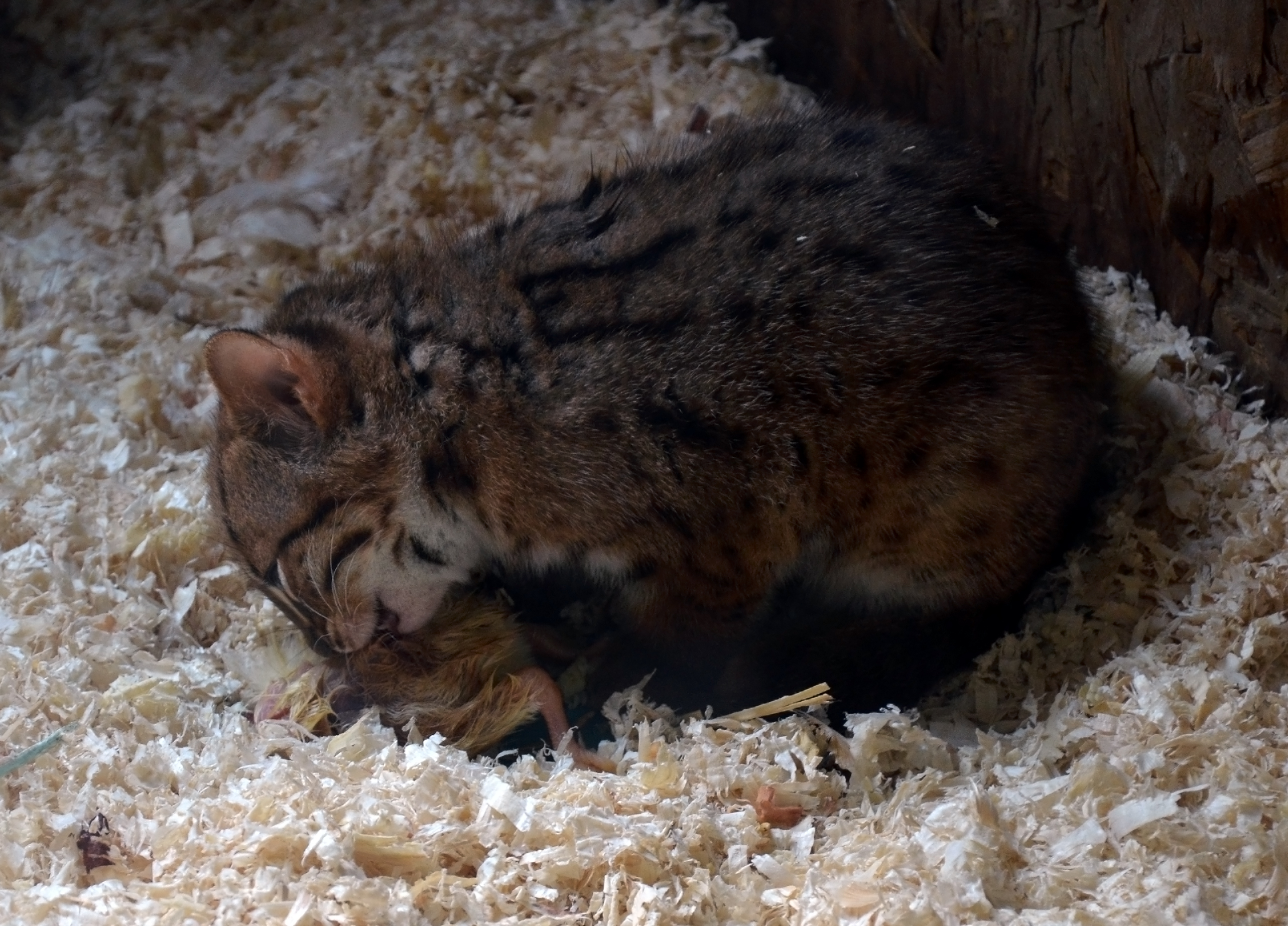
Кішка з кошенятами
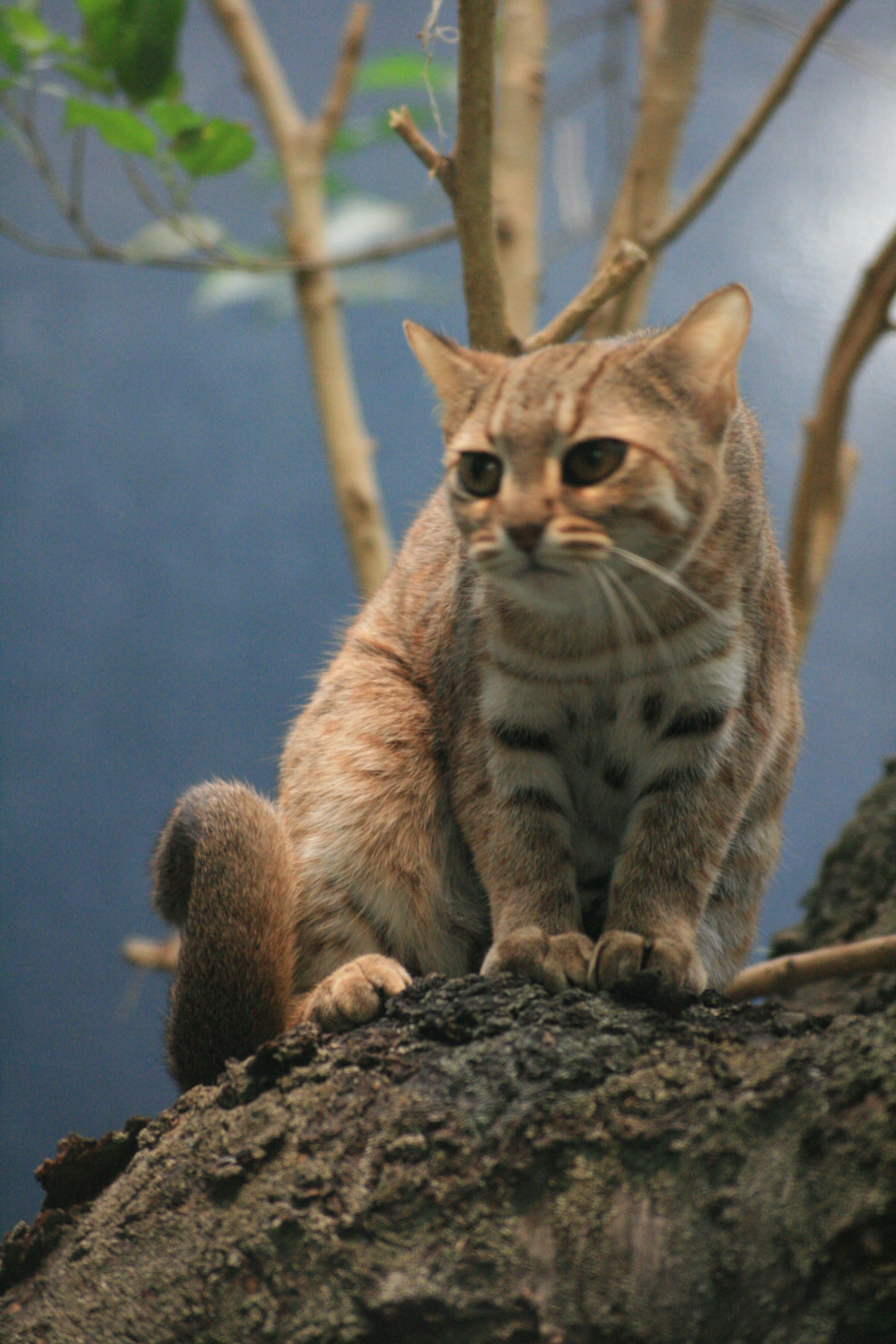
Плямисто-рудий кіт в Берлінському зоопарку
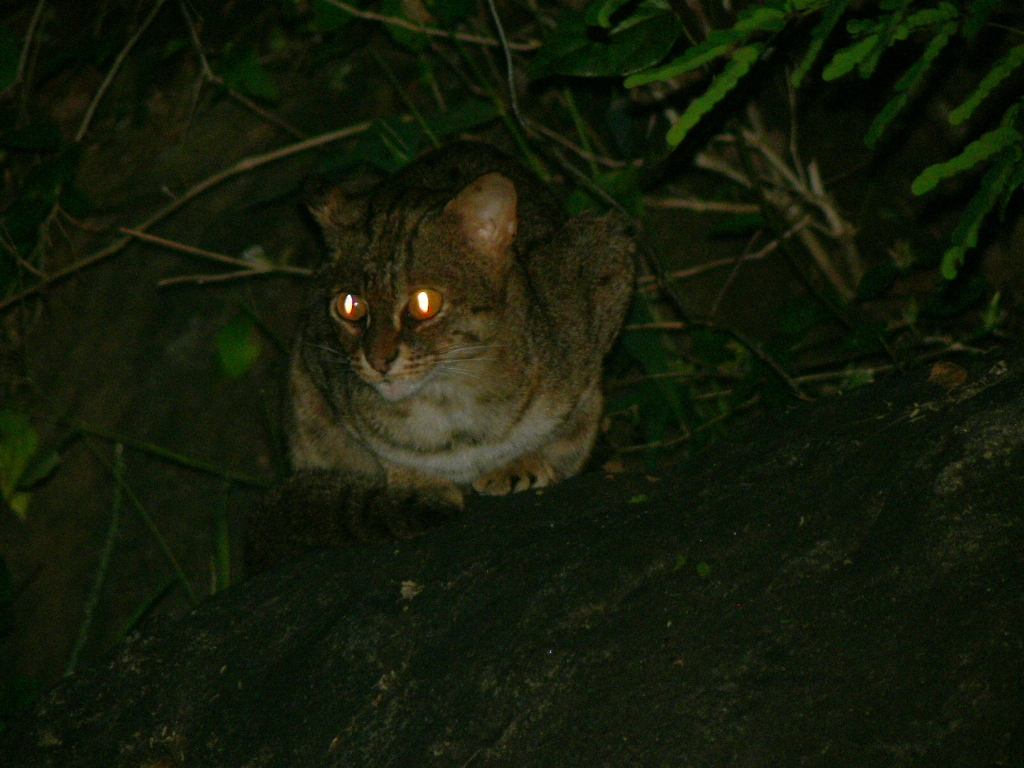
Плямисто-рудий кіт вночі в горах Анамалай на півдні Індії
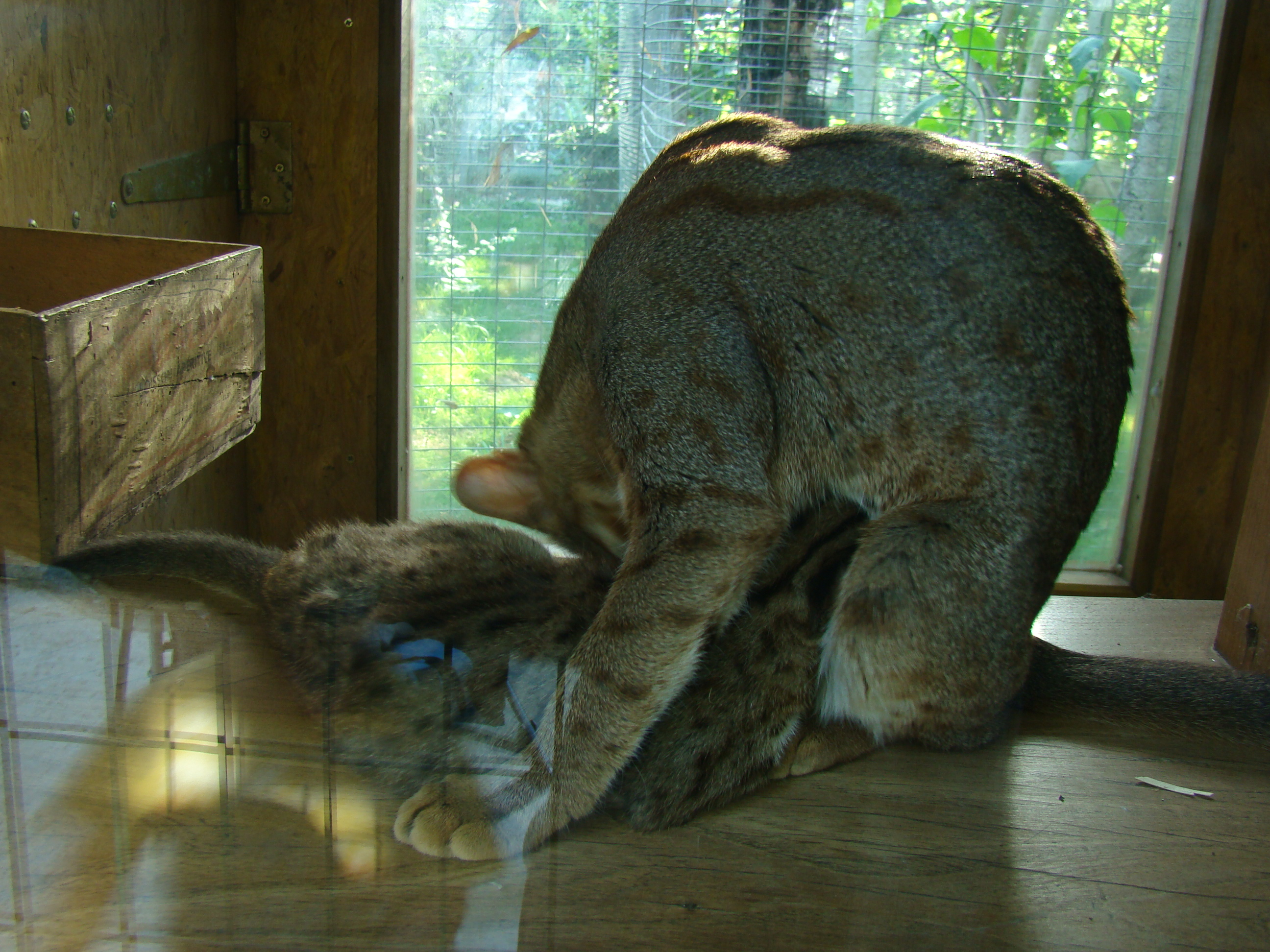
Кішка з кошеням у зоопарку Parc des Félins
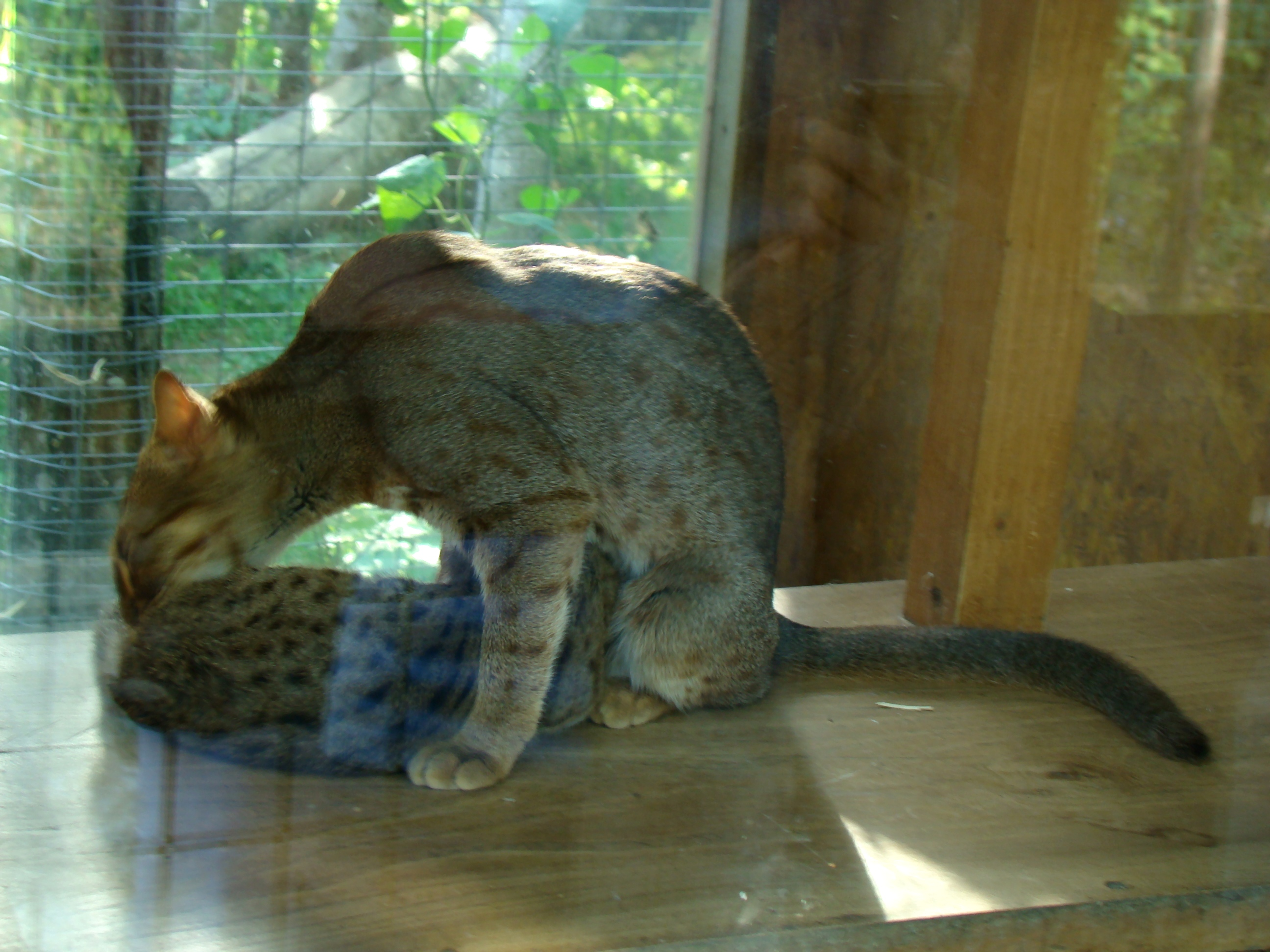
Кішка з кошеням у зоопарку Parc des Félins
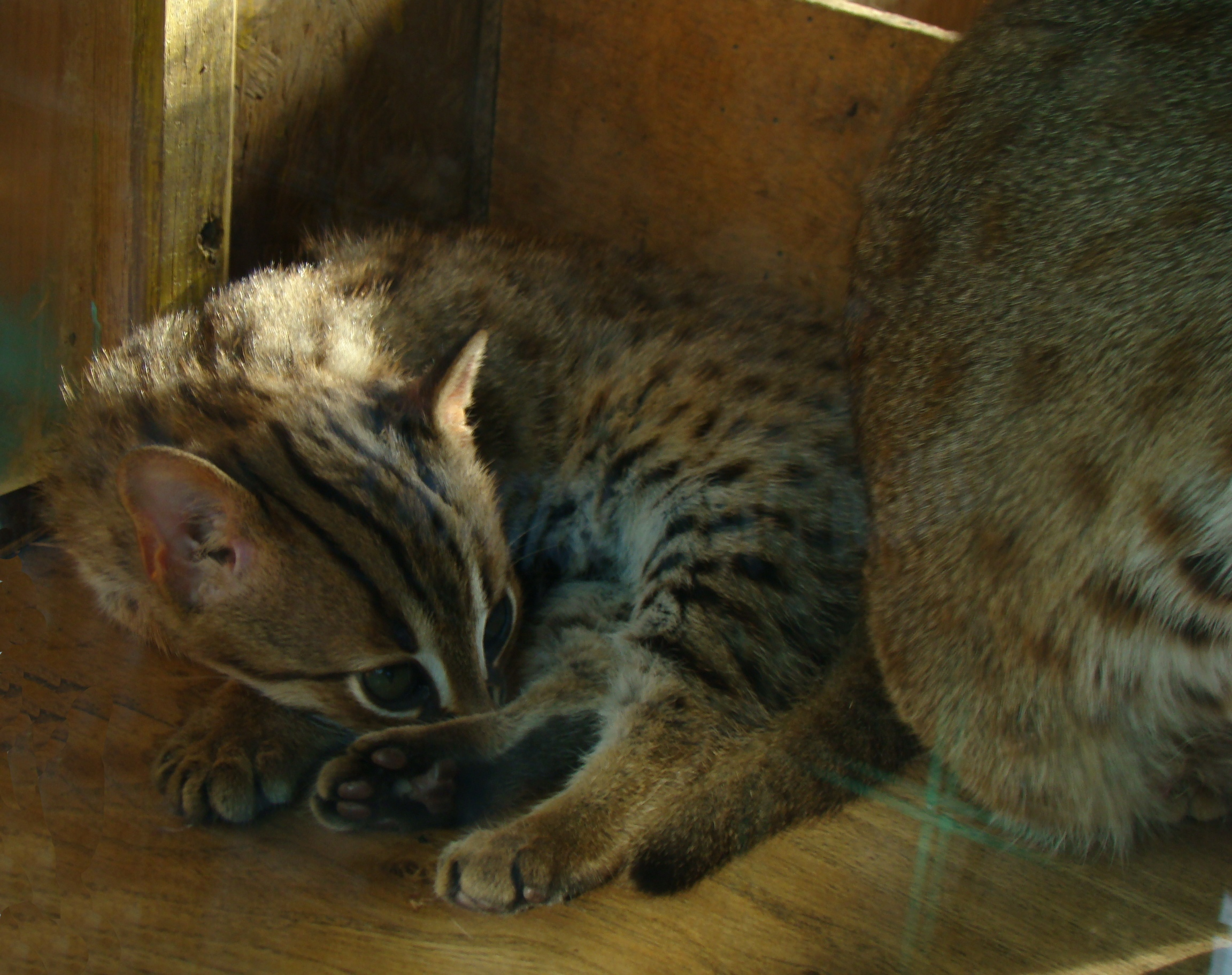
Кошеня в зоопарку Parc des Félins
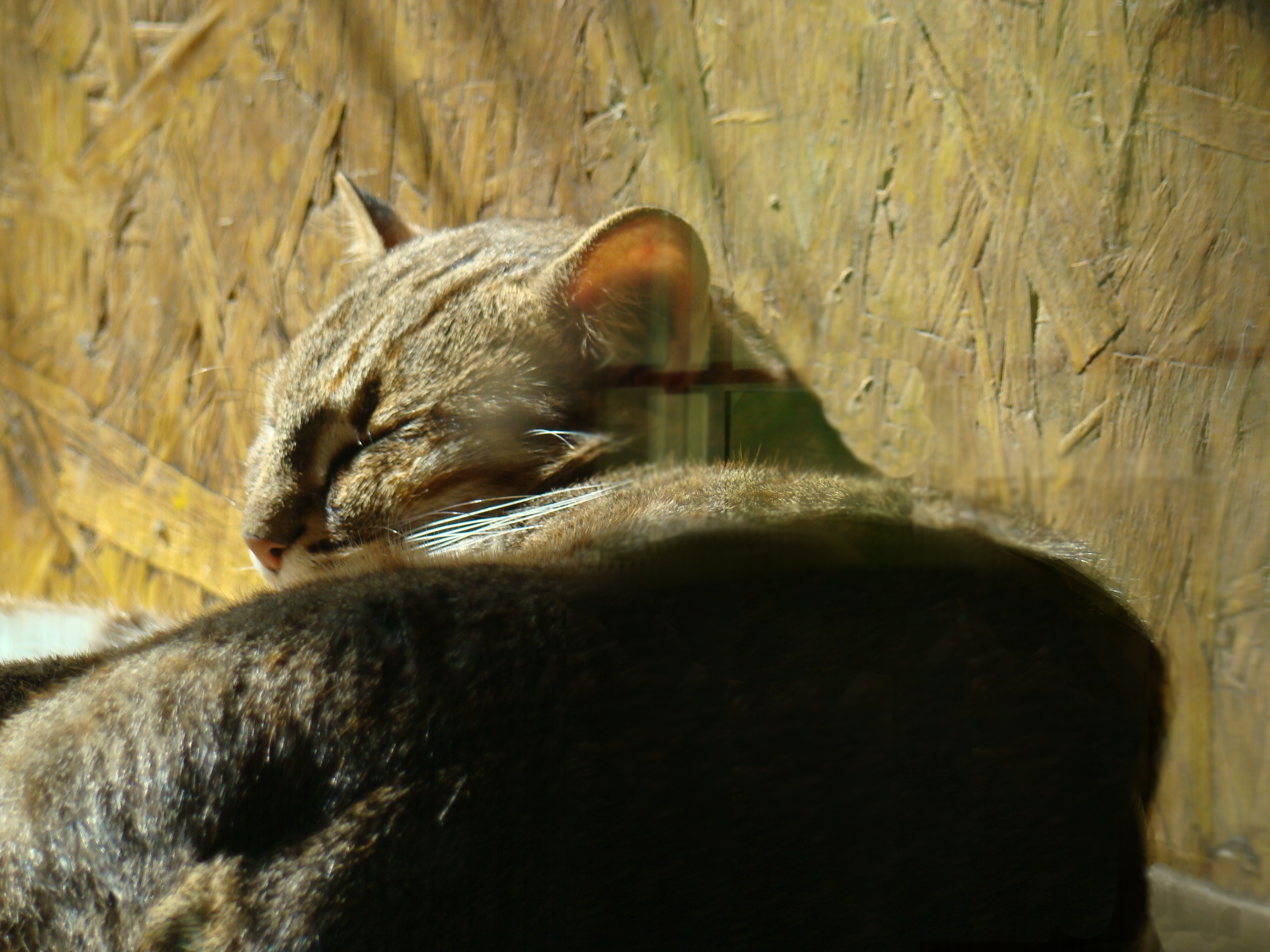
Доросла кішка в зоопарку Parc des Félins